# Archichauliodes pinares
Archichauliodes pinares är en insektsart som beskrevs av Oliver S. Flint Jr. 1973. Archichauliodes pinares ingår i släktet Archichauliodes och familjen Corydalidae. Inga underarter finns listade i Catalogue of Life.